# Lars Jedheim
Lars Jedheim, född 2 februari 1971, är en meriterad tränare i innebandy. Han har tränat lag i Svenska superligan under många år på herrsidan Warbergs IC 85, Balrog IK, IBK Dalen, Finspångs IBK, IK Sirius. På damsidan Djurgårdens och Täby FC.
På meritlistan finns Årets tränare 2010 , Svensk mästare och Champions cup-mästare på både herr- och damsidan samt Svenska Cupen-mästare mm.